# FS E432 sorozat
Az FS E428 sorozat az Olasz vasutak egyik 1'D1' tengelyelrendezésű villamosmozdony-sorozata volt. 1928-ban készült belőle összesen 40 db.